# Exim Banca Românească
Exim Banca Românească (fostă Banca de Export-Import a României EximBank) este o bancă universală din România înființată în anul 1992, având ca acționar majoritar Ministerul Finanțelor. În 2022, banca a rezultat în urma fuziunii dintre Eximbank și Banca Românească.

## Istoric
Banca de Export-Import a României, a fost înființată în anul 1992 ca societate comercială pe acțiuni, având ca acționar majoritar Statul român.
Până de curând, pachetul majoritar de acțiuni (95,3%) a fost gestionat de Ministerul român al Finanțelor , ceilalți acționari fiind: SIF Banat-Crișana – 0,31%, SIF Moldova – 0,31%, SIF Transilvania – 0,31%, SIF Muntenia – 0,42% și SIF Oltenia – 3,27%.
În iunie 2006, activele băncii erau de 2,08 miliarde lei (583 milioane euro).
La sfârșitul anului 2010, activele EximBank-ului au urcat la 3,5 miliarde de lei, cu aproape 5% mai mult față de finalul anului anterior. Garanțiile au prezentat cea mai accentuată dinamică, ajungând la un plafon de 1,03 miliarde de lei, de patru ori mai mare față de nivelul anului 2008. Expunerea totală a EximBank-ului era, după primele 11 luni din 2011, de aproape trei ori mai mare față de 2008. 
În iunie 2019, EximBank și Banca Națională a Greciei au semnat acordul de achiziție a 99,28% din Banca Românească. În urma acestei tranzacții, EximBank va activa, pentru prima oară, pe segmentul de retail banking din România, devenind astfel o bancă universală. Ca urmare a finalizării acestei tranzacții, cota de piață a EximBank-ului va crește la aproximativ 3%, ceea ce va conduce la o situare a băncii în top 10 instituții financiar-bancare din România.  
În ianuarie 2023, EximBank a preluat toți clienții Băncii Românești în urma procesului de fuziune cu aceasta. Toate sucursalele BROM au devenit, treptat, sucursale Exim Banca Românească. 

## Activitate
Pornită la drum ca agenție de export – instituție care finanțează comerțul realizat de companiile naționale implicate în activități internaționale – EximBank și-a lărgit în timp obiectul de activitate astfel că, în prezent, banca poate sprijini prin instrumentele sale financiare – axate pe patru direcții de acțiune:
- finanțare, garantare;
- asigurare – orice tip de societate comercială, fie că este IMM sau companie mare;
- derulează tranzacții internaționale[7], ori se adresează numai pieței interne[8].
- retail banking (PF)

Eximbank are încheiate 52 acorduri de cooperare internațională.
Strategia instituției privind parteneriatele internaționale presupune extinderea rețelei de bănci partenere cu scopul de a facilita contactele de afaceri dintre agenții economici români și străini, obținerea de informații comerciale și accesul pe piețe mai puțin cunoscute mediului de afaceri din România.

## Venituri
Ionuț Costea, președintele Eximbank-ului, este funcționarul numit la o instituție de stat care are cel mai mare salariu din sistemul public din România: 1,1 mil. lei în 2009 (numai pe zece luni). Asta este echivalent cu un venit lunar de 113.000 de lei net (circa 27.000 de euro). Costea a fost numit la Eximbank în timpul guvernării PDL-PSD, din 2009, el fiind cumnatul liderului PSD Mircea Geoană, președinte al Senatului la acea vreme.
Paul Ichim, un vicepreședinte al Eximbank-ului, care a venit odată cu Ionuț Costea, a câștigat, în 2009, pe baza declarației de avere, 705.631 de lei (circa 167.000 de euro pe an, respectiv 16.700 euro/lună, ținând cont că declarația acoperă numai zece luni). 
Liviu Voinea, membru în Consiliul de Administrație al Eximbank-ului, a încasat circa 4.200 de euro pe lună în 2009. 
Traian Halalai, președintele EximBank-ului, a câștigat suma de 1,2 milioane de lei, echivalentul a circa 23.600 de euro pe lună în 2013, potrivit declarației sale de avere.